# Mary Beth Peil
Mary Beth Peil (Davenport (Iowa), 25 juni 1940) is een Amerikaanse actrice en (opera)zangeres.
Peil is het meest bekend van haar rol als Evelyn Ryan in de televisieserie Dawson's Creek waar zij in 128 afleveringen speelde.

## Biografie
Peil heeft gestudeerd aan de Northwestern-universiteit in Illinois waar zij operazangkunst heeft gestudeerd.
Peil begon in de jaren zestig als operazangeres in opera's, zo heeft zij gespeeld in onder andere Le nozze di Figaro. In de jaren tachtig begon zij op te treden op Broadway zoals in Follies. In de jaren negentig begon zij te acteren voor televisie en in films.

## Filmografie

### Films
- 2018 The Song of Sway Lake - als Charlie Sway
- 2018 Blue Night - als dr. Marianne Holt
- 2016 Collateral Beauty - als moeder van Whit
- 2013 Contest – als Angela Maria Tucci
- 2012 Maladies – als blinde vrouw
- 2011 Small, Beautifully Moving Parts – als Marjorie
- 2010 Homewrecker – als Celine
- 2008 Mirrors – als Anna Esseker
- 2007 The List – als Daisy Stokes
- 2006 Flags of Our Fathers – als Mrs. Bradley
- 2006 Shortbus – als Ann
- 2004 The Stepford Wives – als Helen Devlin
- 2003 The Reagans – als Edith Davis
- 1999 Advice from a Caterpillar – als dakloze
- 1998 The Odd Couple II – als Felice
- 1995 Reckless – als barkeeper
- 1995 Comfortably Numb – als Emily Best
- 1992 Jersey Girl – als lerares kinderdagverblijf

### Televisieseries
Uitgezonderd eenmalige gastrollen.
- 2020 Katy Keene - als mrs. Lacy - 2 afl.
- 2019 The Village - als Gwendolina Ferrari - 5 afl.
- 2009 – 2016 The Good Wife – als Jackie Florrick – 49 afl.
- 1998 – 2003 Dawson's Creek – als Evelyn Ryan – 128 afl.

## Theaterwerk opBroadway
- 2017 - 2019 Anastasia - als Keizerin-moeder Maria Fjodorovna
- 2011 – 2012 Follies – als Solange LaFitte
- 2010 – 2011 Women on the Verge of a Nervous Breakdown – als conciërge /radioomroepster
- 2008 Sunday in the Park with George – als oude dame / Blair Daniels
- 2003 – Nine – als moeder van Guido
- 1985 The King and I – als Anna Leonowens

- Gemeinsame Normdatei: 135149126
- International Standard Name Identifier: 0000 0000 5796 0580
- Library of Congress Control Number: n97013244
- MusicBrainz: 91bba893-e32c-4d66-874e-e20ea86b84da
- Virtual International Authority File: 79993389
- WorldCat: E39PBJtcM3cKmWV8Jjjr8d8jYP